# Joaquim Pinto de Andrade
Joaquim da Rocha Pinto de Andrade (Golungo Alto, 22 de julho de 1926 - Luanda, 23 de fevereiro de 2008) foi um sacerdote católico, político e ideólogo anticolonial angolano.
Foi um dos fundadores do Movimento Popular de Libertação de Angola (MPLA).

## Biografia
Joaquim da Rocha Pinto de Andrade nasceu no Golungo Alto, província do Cuanza Norte, em 22 de julho de 1926. Era filho de José Cristino Pinto de Andrade, funcionário dos Serviços de Fazenda (Finanças) e um dos fundadores da Liga Nacional Africana, e de Maria Joaquina Pinto da Rocha, proprietária rural. Seu irmão era Mário Pinto de Andrade.
Formado em teologia pela Universidade Gregoriana de Roma, no ano de 1953, participou em 1956 no I Congresso dos Homens de Cultura Negra, realizado em Paris.
Foi Presidente honorário do MPLA em 1962 e a partir de 1974 fez parte do grupo Revolta Activa, contrário à política oficial do partido que, em 11 de novembro do ano seguinte, assumiu a governação do novo Estado angolano.
Esteve ligado ao fugaz Partido Reformador Democrático, que obteve um resultado pouco expressivo nas eleições gerais em Angola em 1992.
Era chanceler da Arquidiocese de Luanda, e foi membro da Sociedade Africana da Cultura. Faleceu a 23 de fevereiro de 2008, em Luanda, após uma longa doença, no mesmo dia em que faleceu o seu companheiro político do MPLA Gentil Ferreira Viana.
Na década de 1990, Joaquim de Andrade abandonou a condição de padre católico e casou-se com Vitória Almeida e Sousa, médica pediatra. Tiveram dois filhos.